# Bichigiu, Bistrița-Năsăud
Bichigiu este un sat în comuna Telciu din județul Bistrița-Năsăud, Transilvania, România.
Satul este așezat în partea nord-vestică a județului, la sud de Munții Țibleș, este orientat pe direcția vest-est de-a lungul râului Bichigiu, a cărui vale o urmează. Astfel, satul are un aspect liniar.
Bichigiu cuprinde câteva instituții printre care școala generală și biserica ortodoxă (veche greco-catolică). Pe drumul spre Suplai, la nord-vest de sat se află Mănăstirea Sfânta Treime. Aparține administrativ de comuna Telciu. La recensământul din 2002 avea o populație de 995 locuitori. Stație de cale ferată. Poți vizita locuri interesante în acest sat , unele dintre cele mai importante sunt locul de joacă de Pe Râu și muzeul de la coasta cucului 

## Personalități
- Aici s-a născut Tănase Todoran, cel care a condus revolta din anul 1763 împotriva condițiilor impuse de autoritățile austriece românilor grăniceri din Țara Năsăudului. A fost tras pe roată pe platoul cunoscut sub numele de Mocirla, din satul Salva.